# 伊東市

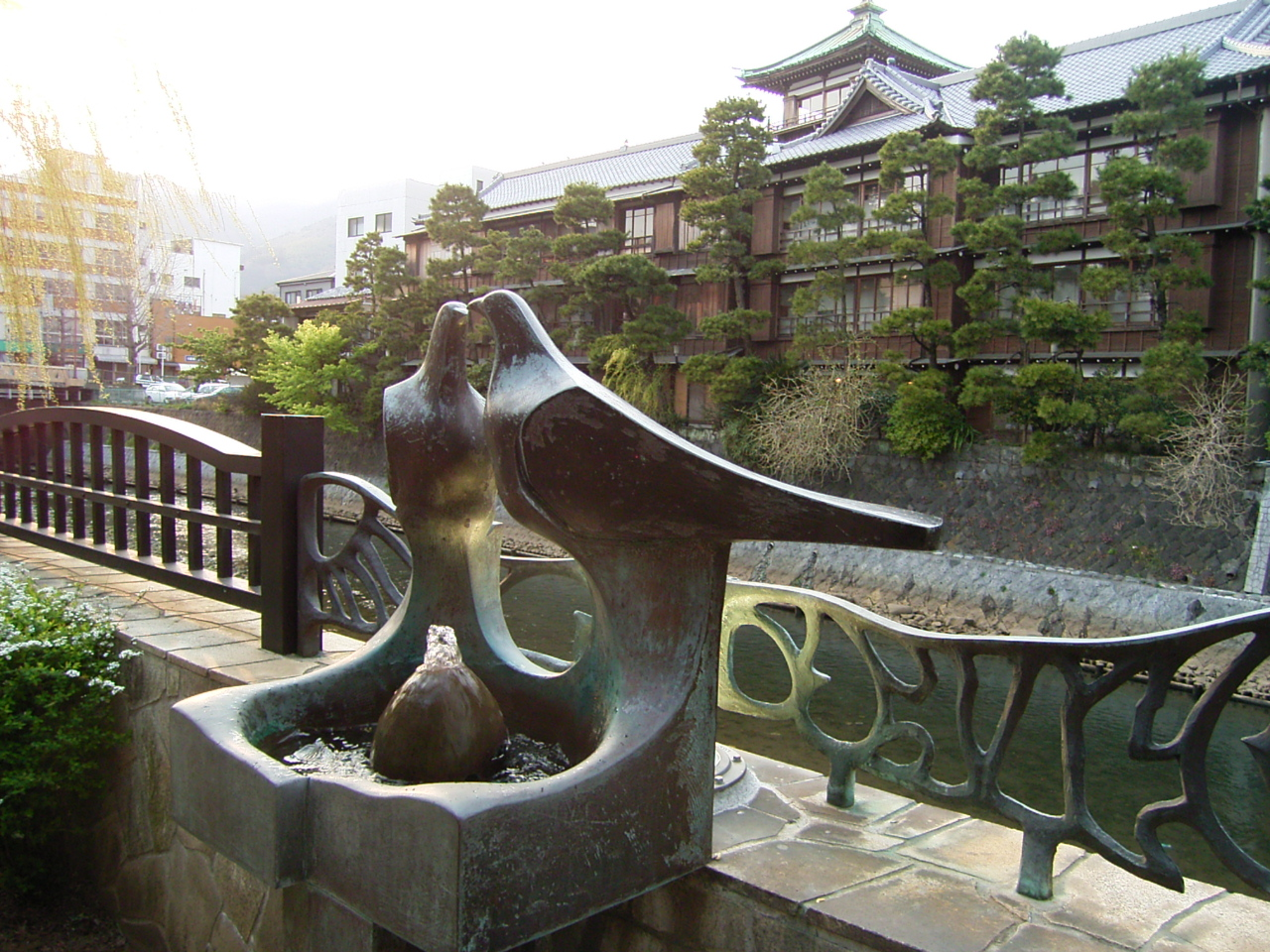
東海館温泉

伊東市（日语：／ Itō shi */?）是靜岡縣東部的市。位于伊豆半島東海岸，面向相模灘。主要經濟產業為漁業和觀光業。

## 出身有名人
- 木下杢太郎（醫學博士、文學家）
- 伊代野貴照（職業棒球選手）